# Пам'ятки монументального мистецтва Козельщинського району
У Козельщинському районі Полтавської області нараховується 1 пам'ятка монументального мистецтва.
Інші були демонтовані у рамках декомунізації.
| # | назва                                                  | адреса               |
| - | ------------------------------------------------------ | -------------------- |
| 1 | Пам'ятник-бюст О. М. Горькому, скульптор О. П. Бірюков | с. Верхня Мануйлівка |